# Милорадович Григорій Петрович
Григорій Петрович Милорадович (*8 січня, 1765, Чернігів — †1828, Чернігів) — український аристократ, син останнього полковника Чернігівського полку Гетьманщини Петра Милорадовича. Генеральний Суддя Війська Запорозького Городового. Учень Імануїла Канта. Організатор поштових служб в Україні та Литві. Також таврійський губернатор (з 13.12.1802 по 02.08.1803) із роду Милорадовичів. У структурах Російської імперії — Статський радник, Таємний радник, Надвірний радник. Державний діяч у Російській імперії.

## Біографія
Єдиний син генерал-майора Петра Милорадовича. Народився в місті Чернігові 1765 року, і ймовірно до 1773 року проводив свій час у батьківському домі. У вісім років 28 березня Григорій Петрович був записаний за тодішніми звичаями у військову службу в перший Гренадерський полк сержантом. 
|  | Ордер, посланный господину генералу-поручику и кавалеру Ступяшину от 28-го марта 1773 года за № 2103 Господина полковника Петра Милорадовича сын, Григории Милорадович, по поданной челобитной сего числа принять мною в службу Ея Императорского Величества сержантом, котораго ваше превосходительство изволит приказать причислить сим чином в первый гренадерский полк и считать у меня на ординарцах. Граф Румянцов |

У листопаді 1774 вважався ад'ютантом у свого дядька Милорадовича. У 1779 році був поручиком в Ризькому піхотному полку, потім ординарцем у графа Румянцева. З листа його матері Софії Семенівни Милорадович до його батька видно, що в 1773, коли йому було лише вісім років, він уже був у столиці — у Глухові, і у нього був польський вчитель, який повинен був спати в одній з ним кімнаті, і спостерігати за ним. Будучи дитиною в Глухові був у будинку графа Кейзерлінґа в 1779 році. Гувернер графа Кайзерлинга Іван Лук'янович Данилевський навчав його Катехезису. Спостерігав за його уроками які давали йому інші професора в університеті. Він невідступно стежив за етичною поведінкою Григорія.

## Навчання за кордоном
Закордонний паспорт виданий графом Румянцевим-Задунайським.
|  | Заграничный паспорт выданный Григорию Петровичу Милорадовичу Граф Пётр Румянцов-Задунайский. Чиню ведомо всем до кого сіе принадлежит в областях Ея Императорского Величества, а в землях высоких патентантов господ командующих всякого по чину и достоинству услужно прошу, чтоб предьявителю сего, штаба господина генерал-майора и кавалера Милорадовича, адъютанту Григорию Милородовичу до Кёнигсберга едущему в надлежащем пути, туда и обратно, с его служителями чинен был свободныи пропуск и показыаемо всякое благодеяние, обнадеживая, что все из тех областей проезжающие в Империи Всемилостливейшей моей Госудырыни Императрицы, взаймно свободный пропуск и всякое пособие получать. В свидетельство чего сей паспорт, рукою моей подписанный и печатью утвержденный, дан в Малой России в местности моей Вименках. Марта 20-го дня 1778 года.Гр. Румянцов-Задунайский. |

1778 Григорій Петрович з Данилевським був у Кеніґсберзі. Разом з ним до Німеччини для здобуття освіти поїхав його двоюрідний брат Михайло Андрійович Милорадович, син Чернігівського губернатора. У Кеніґсберзі молоді люди зупинилися у графа Фон-Кейзерлінґа і обер-президента Домґарта. Граф Кейзерлінґ у листі своєму батькові дуже хвалив Григорія його брата і їх наставника. Спершу вони навчалися в Кеніґсберзькому університеті під керівництвом знаменитого Емануїла Канта, потім вони провели два роки в Ґеттінґені.
У Ґеттінґенському університеті вони слухали лекції професорів: Шлецера, Гейслера, Шпітлера, Бокманна, Міллера та інших. Улюблені предмети Григорія були історія, політика, французька і німецька словесність і латинська мова. Із щоденника, який Григорій Милорадович писав німецькою мовою, стає відомо, що він багато подорожував по Німеччині. Таким чином 7-го серпня 1782 прибув до Берліна, а 19-го серпня вони їздили в Потсдам, а 25 приїхали в Лейпциг де вони зупинилися в Баварському готелі.

У Лейпцигу слухали лекції професорів: Платера, Гінденбурга, Лудвіґа та інших Лейпцизьких професорів. 3 вересня він прибув до Ґеттінґен, де 13-го він вступив до університету. З однієї записки видно, що з 1782 і по 1783 Григорій  слухав логіку у професора Федера.
|  | С великим удовольствием и к вашему порадованию уведомляю вас, дорогой мой отец, что я по милости Всевышнего чрез целую зиму в совершенном здоровии и благоденствии находился, коим благоденствием и по ныне пользуюсь. Курс полугодным моим наукам вчерась кончился. И я уже к изучению на будущее лето избрал следующие науки: у г. Шлецера-уноверсальную историю, да статистику; у Гейслера общее немецкое право; у Шпитлера мирные европейских держав договоры, у Бекмана технологию, у Миллера математику. Да дома с Иваном Лукьяновичем по латыни, на лето, в правду сказать, немного великий порцион по елику сіи полгода будут в немецком университете последним моим пребыванием, то с радостью принимаю я на себя сей труд; желаю только, чтоб предстоящее лето не так жарко было, как прошлое, а то кроме шуток, много оно мне стоить будет. |

 З вище наведеного листа видно, що Григорій Петрович в 1784 році був в Геттінгені і це був уже другий рік його перебування в Геттінгенському університеті, не рахуючи тих чотирьох років які він провів у Кенігсберзі.
У записці про переказ грошей на його утримання за кордон видно, що в 1785 і 1786 роках гроші йому переводилися в Лейпциг. Крім навчального курсу для удосконалення у військових науках і знаннях його брата Михайла Андрійовича вони були відправлені в Страсбурґ, а потім у Мец, де майбутній граф Милорадович, особливо був старанний у вивченні фортифікації і артилерії. Їдучи з Ґеттінґена, вони хотіли відвідати Париж, але хвороба їх гувернера змусила їх якийсь час провести в Страсбурзі. Зі Страсбурґа вони поїхали в Мец, де вони пробули близько двох місяців і вже звідти поїхали в Париж. У Парижі представлені королю Франції Людовику і королеві Марії Антуанетті.
Григорій  часто згадував про своє десятирічне перебування за кордоном в німецьких університетах. Йому особливо лестило спогад тих похвал, який робив йому Кеніґсбергський професор Іммануїл Кант. Все своє життя до самої смерті Григорій Петрович отримував німецькі газети і журнали, які він читав вранці.
Під час свого перебування за кордоном Григорій Петрович всюди куди б він не відправився купував книги і зібрав порядну бібліотеку яку він привіз до Росії. Із звіту Данилевського видно, що на виховання Григорія Петровича з 1778 по 1786 рік протягом восьми років, було виділено десять тисяч вісімсот вісімдесят п'ять рублів (чотири тисячі триста п'ятдесят чотири рубля червінцями). Як видно з одного рахунку, в Геттінгені за цілий рік було заплачено за проживання 40 червінців.

## Військова і цивільна служба
У 1782 році 29 грудня Григорій Петрович був зарахований у капітани зі старшинством від 24 листопада 1781 в курський піхотний полк в якому в той час полковим командиром був Іваненко Андрій Григорович. У 1786 звільнений від військової служби в чині майора. Вступивши в цивільну службу визначений у державну колегію закордонних справ і незабаром відряджений до радника графа Олександра Андрійовича Безбородька, при якому він був у Києві під час перебування там імператриці Катерини II.
1789 Милорадович призначений Малоросійським пошт-директором. У період його управління малоросійським поштовим відомством, поштові доходи збільшувалися щорічно на кілька тисяч.
За дорученням графа Безбородька 1793 Милорадовичем були організовані в чотирьох анексованих губерніях Речі Посполитої поштові повідомлення та естафети, відкриті в губернських і повітових містах поштові контори.
6 жовтня 1795 переведений в статського радника з будівництва дороги від Києва, через окуповані польські території, для забезпечення поштового зв'язку із Санкт-Петербурга до Відня. У тому ж 1795, за дорученням графа Безбородька Милорадович організував будівництво поштових контор у Литві та губернських поштових контор в колишній Вознесенській губернії.
5 квітня 1797 отримав від імператора Павла I 414 душ чоловічої статі в Чернігівській губернії в селах Халявині і Янівці.
2 травня 1797 Милорадович призначений Малоросійським генеральним суддею. 1799 29-го червня в чині статського радника нагороджений орденом Святої Анни 1 ступеня.
1802 призначений Таврійським губернатором. Григорій Петрович керував Таврійської губернією максимум рік. З посиланням на домашні обставини він подав прохання про звільнення від служби, яке було задоволено наприкінці 1803.

## У відставці
Вийшовши у відставку 1803, Григорій Петрович оселився в Чернігові. Живучи влітку в своїх селах, а взимку в Чернігові де у нього була головна контора. Григорій Петрович старанно займався своїм господарством, так як у нього було близько восьми тисяч селян, з яких частина дісталася йому від батька, але більша частина від матері від неї він отримав колишній місто Любеч (батьківщина Антонія Печерського), а також маєтки, що дісталися йому після смерті двоюрідного брата Стороженка Миколи Михайловича, який помер бездітним.
Григорій Петрович керував і маєтками своєї дружини, потім купив собі нові маєтки в Катеринославській губернії. Він займався хліборобством, збудував винокурню і пивоварні заводи, а також займався поліпшенням побуту довірених йому селян. У своїх селах Милорадович побудував селянам нові хати, розділив села на вулиці і квартали. У Любечі він відновив торгівлю по Дніпру, маючи багато суден.
Торгівля його мала великий успіх на кілька сотень тисяч, товари відправлялися в Могильов, Шклов, Борисов, Київ, Кременчук та ін; торгував сіллю хлібом і лісом. Покращуючи побут селян, Григорій Петрович думав і про їхні духовні потреби: будував у своїх маєтках кілька церков. Коли він дізнався, що його син Олексій вступив в число послідовників секти Хлисти і не знаючи ні мети, ні напрями цієї секти, до того стривожився за сина, що вирішив прямо звернутися з письмовою проханням до Імператора. Імператор Олександр I відповів:
|  | Григорий Петрович! Принимая участие во всём что касается до вашего дома, Я хочу успокоить вас насчёт сына вашего Алексея, служащего в Лейб-гвардейском Семёновском полку. Он отличный офицер по ревности своей к службе и по нравственности. Я старался проникнуть его связи и, по достоверным сведениям, нашел что, тут ничего нет такого, чтобы отводило от религии; напротив, он сделался еще более привязанным к церкви и исправным в своей должности. Поэтому заключаю, что связи его не могут быть вредны. По моим правилам хотя и нестесняю Я ничей совести, но с другой стороны не желал бы, еслиб открылось что либо против церкви или гражданского порядка. Надеюсь, что сии строки вас успокоят, пребываю вам благосклонный. Подписал Александр Санкт-Петербург, 20 августа 1818 года. |

На що Григорій Петрович відповів:
|  | Всемилостливейший Государь ! Высочайший Вашего Императорского Величества рискрипт, на счет сына моего Алексея, я имел счастье получить. Отрадно мне из онаго видеть, что ваше Величество довольны его служением, особливо же восхитительно милосердное участие Вашего Величества в положении моём, относительно его нынешней связи и утешения коии Ваше Величество соблаговолили меня удостоить. За таковую Вами, Всемилостливейший Государь единственно по благости сердца Вашего, оказанную мне высокую милость не в силах изъяснить Вашему Величеству чувств глубочайшей моей благодарности и благоговения, коими бав приисполнен, повергаю себя к освященным стопам Вашего Величества, счастьем поставляя себе быть. Всемилостливейший Государь ! Вашего Императорского Величества верноподданный Григорий Милорадович тайный советник |

Григорій Петрович Милорадович помер 19 травня 1828 в Чернігові, після тривалої чотирирічної хвороби на 64 році життя, похований у Троїцькій Іллінській соборній церкві. Поруч із ним похована його дружина Олександра Павлівна, яка померла через 10 років після його смерті 14 лютого 1838.

## Сім'я
Одружився 5 вересня 1787 з дочкою статського радника Олександрою Павлівною Кочубей, вона доводилася рідною племінницею канцлеру Російської імперії, князю Безбородьку, і сестрою державному канцлеру князю Віктору Павловичу Кочубею. У шлюбі у них народилося 16 дітей. П'ять померло в дитинстві, сини Олександр, Олексій, Іларіон, Михайло, Дмитро, Лев, дочки Софія, Варвара, Надія, Єлисавета.